# Danh sách tỷ phú Thái Lan theo giá trị tài sản
Dưới đây là danh sách các tỷ phú của Thái Lan dựa trên sự định giá thường niên về của cải và tài sản được tổng hợp, biên soạn và xuất bản trên tạp chí Forbes của Mỹ năm 2021.

## Danh sách 31 tỷ phú giàu nhất Thái Lan năm 2021
| Thứ hạng | Thứ hạng trên thế giới | Họ và tên                   | Tên tiếng Hoa (nếu có) | Năm sinh | Quốc tịch             | Giá trị tài sản (tỷ đô la Mỹ) | Nguồn gốc tài sản           |
| -------- | ---------------------- | --------------------------- | ---------------------- | -------- | --------------------- | ----------------------------- | --------------------------- |
| 1        | 103                    | Dhanin Chearavanont         | Tạ Quốc Dân            | 1939     | Thái Lan              | 18,1                          | Đa dạng                     |
| 2        | 156                    | Charoen Sirivadhanabhakdi   | Tô Húc Minh            | 1944     | Thái Lan              | 13,5                          | Đồ uống, bất động sản       |
| 3        | 264                    | Sarath Ratanavadi           |                        | 1967     | Thái Lan              | 8,9                           | Năng lượng                  |
| 4        | 502                    | Sumet Jiaravanon            | Dòng họ Tạ             | 1934     | Thái Lan              | 5,5                           | Đa dạng                     |
| 5        | 520                    | Jaran Chiaravanont          | Dòng họ Tạ             | 1929     | Thái Lan              | 5,4                           | Đa dạng                     |
| 6        | 520                    | Montri Jiaravanont          | Dòng họ Tạ             | 1931     | Thái Lan              | 5,4                           | Đa dạng                     |
| 7        | 859                    | Chuchat Petaumpai           | (?)                    | 1954     | Thái Lan              | 3,5                           | motorcycle loans            |
| 8        | 925                    | Somphote Ahunai             |                        | 1969     | Thái Lan              | 3,3                           | Năng lượng                  |
| 9        | 986                    | Harald Link                 |                        | 1955     | Thái Lan              | 3,1                           | Đa dạng                     |
| 10       | 986                    | Prasert Prasarttong-Osoth   |                        | 1933     | Thái Lan              | 3,1                           | Chăm sóc y tế chinese       |
| 11       | 1299                   | Kiat Chiaravanont           | Dòng họ Tạ             |          | Thái Lan              | 2,4                           | Thực phẩm                   |
| 12       | 1362                   | Vanich Chaiyawan            | Hầu Nghiệp Thuận       | 1931     | Thái Lan              | 2,3                           | Bảo hiểm, đồ uống           |
| 13       | 1362                   | Krit Ratanarak              | Lý Trí Chính           | 1946     | Thái Lan              | 2,3                           | Truyền thông, bất động sản  |
| 14       | 1517                   | Keeree Kanjanapas           | Hoàng Sáng Sơn         | 1950     | Thái Lan              | 2,1                           | Vận tải                     |
| 15       | 1517                   | Prayudh Mahagitsiri         | (?)                    | 1945     | Thái Lan              | 1,5                           | Cà phê, vận tải đường biển  |
| 16       | 1580                   | Sathien Setthasit           | (?)                    | 1953     | Thái Lan              | 2                             | Nước tăng lực               |
| 17       | 1580                   | Thaksin Shinawatra          | Khâu Đạt Tân           | 1949     | Thái Lan · Montenegro | 2                             | Đầu tư                      |
| 18       | 1580                   | Wichai Thongtang            |                        | 1946     | Thái Lan              | 2                             | Đầu tư                      |
| 19       | 1750                   | William Heinecke            |                        | 1949     | Thái Lan              | 1,8                           | Khách sạn                   |
| 20       | 1833                   | Chatchai Kaewbootta         |                        | 1951     | Thái Lan              | 1,7                           | auto loans                  |
| 21       | 1415                   | Vonnarat Tangkaravakoon     |                        | 1971     | Thái Lan              | 1,5                           | wire & cables, sơn          |
| 22       | 1931                   | Prachak Tangkaravakoon      |                        | 1943     | Thái Lan              | 1,6                           | Sơn                         |
| 23       | 2035                   | Manas Chiaravanond          |                        |          | Thái Lan              | 1,5                           | Đa dạng                     |
| 24       | 2035                   | Phongthep Chiaravanont      | (?)                    | 1951     | Thái Lan              | 1,5                           | Đa dạng                     |
| 25       | 2035                   | Prathip Chiravanond         |                        |          | Thái Lan              | 1,5                           | Đa dạng                     |
| 26       | 2035                   | Niti Osathanugrah           |                        | 1973     | Thái Lan              | 1,5                           | Nước tăng lực, đầu tư       |
| 27       | 2378                   | Anant Asavabhokin           | (?)                    | 1950     | Thái Lan              | 1,2                           | Bất động sản                |
| 28       | 2378                   | Nutchamai Thanombooncharoen | (?)                    | 1961     | Thái Lan              | 1,2                           | Nước tăng lực               |
| 29       | 2378                   | Thongma Vijitpongpun        | (?)                    | 1957     | Thái Lan              | 1,2                           | Bất động sản                |
| 30       | 2674                   | Rit Thirakomen              |                        | 1951     | Thái Lan              | 1                             | Nhà hàng                    |
| 31       | 2674                   | Surin Upatkoon              | Lưu Cẩm Khôn           | 1948     | Thái Lan              | 1                             | Viễn thông, xổ số, bảo hiểm |